# Jukio Šimomura
Jukio Šimomura (japonsko 下村 幸男), japonski nogometaš in trener, 25. januar 1932, Hirošima, Japonska.
Za japonsko reprezentanco je odigral eno uradno tekmo.